# Vattetot-sur-Mer
Vattetot-sur-Mer település Franciaországban, Seine-Maritime megyében. Lakosainak száma 326 fő (2022. január 1.). Vattetot-sur-Mer Les Loges és Saint-Léonard községekkel határos.

## Népesség
A település népessége az elmúlt években az alábbi módon változott:
| Lakosok száma | 328  | 332  | 331  | 319  | 319  | 322  | 323  | 324  | 326  |
|               | 2013 | 2015 | 2016 | 2017 | 2018 | 2019 | 2020 | 2021 | 2022 |